# Arthur Desjardins

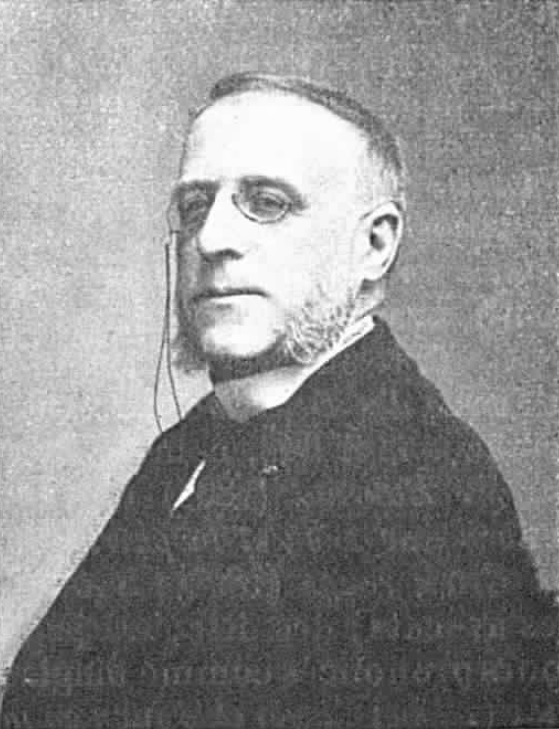
Arthur Desjardins.

Achille Arthur Desjardins, född den 8 november 1835 i Beauvais, död den 15 januari 1901 i Paris, var en fransk författare och rättslärd, bror till Albert Desjardins.
Desjardins blev juris och filosofie doktor samt innehade flera poster i förvaltningen och utnämndes 1875 till generaladvokat (avocat général) vid kassationsdomstolen. Han blev 1882 medlem av Franska institutet.
Desjardins skrev en mängd vetenskapliga arbeten av stort värde: Les devoirs; essai sur la morale de Cicéron (1865; 2:a uppl. 1893), Les états généraux (1871), båda prisbelönta av Franska institutet, Les parlements du roi (1879), Servan et l'instruction criminelle (1883), Traité de droit commercial maritime (9 volymer, 1878-90), det för sin tid mest omfattande och vetenskapliga arbetet på franska över sjörätten med flera.